# کیم فینسترا
کیم فینسترا (انگلیسی: Kim Feenstra؛ زادهٔ ۲۳ اوت ۱۹۸۵) هنرپیشه، مدل (شخص)، و عکاس اهل پادشاهی هلند است. او قبل از اینکه بعنوان مدل فعالیت خود را آغاز کند بعنوان یک دختر تلفنی مشغول به کار بود. او در فیلم ترکیه‌ای آخرین عثمانی همراه هنرپیشه ترک کنعان ایمیرزالی اوغلو
به ایفای نقش پرداخته است.